# Beatriz Bracher
Beatriz Bracher (São Paulo, 7 de agosto de 1961) é uma escritora e roteirista brasileira.
Foi uma das fundadoras da Editora 34, na qual trabalhou de 1992 até 2000. Também editou a revista 34 Letras, especializada em literatura e filosofia, entre os anos de 1988 e 1991.
Escreveu o argumento do filme Cronicamente Inviável (2000) e os roteiros de Os Inquilinos (2009, prêmio de melhor roteiro no Festival do Rio) e O Abismo Prateado (2011).
Ganhou, em 10.10.2016, o Prêmio São Paulo de Literatura pelo livro Anatomia do Paraíso, vencendo na categoria Melhor Livro do Ano. Seu livro Antônio, de 2007, ficou em terceiro lugar no Prêmio Jabuti, na categoria romance. Além disso, foi o segundo colocado no Prêmio Portugal Telecom de Literatura e finalista do Prêmio São Paulo de Literatura. Em 2009, recebeu o Prêmio Clarice Lispector pela coletânea de contos Meu Amor. Venceu também o Prêmio Rio de Literatura de 2015 por Anatomia do Paraíso.

## Biografia
Filha do banqueiro Fernão Bracher e irmã de Candido Bracher e Elisa Bracher, Beatriz Bracher nasceu em São Paulo, em 1961. Formada em Letras, foi uma das editoras da revista de literatura e filosofia 34 Letras, entre 1988 e 1991, e uma das fundadoras da Editora 34, onde trabalhou de 1992 a 2000. Em 2002 publicou, pela Editora 7Letras, Azul e Dura, seu primeiro romance (reeditado pela Editora 34 em 2010), seguido de Não Falei (2004), Antônio (2007), os livros de contos Meu Amor (2009) e Garimpo (2013), e o romance Anatomia do Paraíso (2015), todos pela Editora 34. Escreveu com Sérgio Bianchi o argumento do filme Cronicamente Inviável (2000) e o roteiro do longa-metragem Os Inquilinos (2009), prêmio de melhor roteiro no Festival do Rio 2009. Com Karim Aïnouz escreveu o roteiro de seu filme O Abismo Prateado (2011). O romance Antônio obteve em 2008 o Prêmio Jabuti (3º lugar), o Prêmio Portugal Telecom (2º lugar), e foi finalista do Prêmio São Paulo de Literatura. Meu Amor recebeu o Prêmio Clarice Lispector, da Fundação Biblioteca Nacional, como melhor livro de contos de 2009. Garimpo venceu o Prêmio APCA na categoria Contos/Crônicas em 2013 e recebeu menção honrosa no Prêmio Casa de las Américas, de Cuba, em 2015. Antônio foi publicado no Uruguai (Montevidéu, Yaugurú) e na Alemanha (Berlim, Assoziation A) em 2013, e a mesma editora alemã publicou Não Falei em 2015 (Die Verdächtigung). Fonte:http://www.editora34.com.br/detalhe.asp?id=780

## Obras publicadas
- Azul e Dura (2002, 7Letras) - Romance
- Não Falei (2004, Editora 34) - Romance
- Antônio (2007, Editora 34) - Romance
- Meu Amor (2009, Editora 34) - Contos
- Garimpo (2013, Editora 34) - Contos
- Anatomia do Paraíso (2015, Editora 34) - Romance